# سیکلوهگزنون
سیکلوهگزنون (به انگلیسی: Cyclohexenone) با فرمول شیمیایی C۶H۸O یک ترکیب شیمیایی با شناسه پاب‌کم ۱۳۵۹۴ است. که جرم مولی آن ۹۶٫۱۲۷۱۲ g/mol می‌باشد. شکل ظاهری این ترکیب، مایع بی‌رنگ است.